# Розен, Василий Владимирович
Васи́лий Влади́мирович Ро́зен (1821—1887) — чиновник Морского ведомства, тайный советник.

## Биография
Родился в 1821 году в еврейской купеческой семье. После перехода в православие, он был принят в духовное училище, а в 1841 году — в Санкт-Петербургскую духовную академию, окончив которую в 1845 году, в составе XVI курса, с 6 мая был определён в департамент внутренних сношений Министерства иностранных дел.
С 17 июля 1849 года он служил в департаменте сельского хозяйства Министерства государственных имуществ. Сначала он исправлял должность производителя дел и, одновременно, заведующим библиотекой учёного комитета министерства; 7 марта 1851 года был утверждён в должности помощника библиотекаря, а 26 февраля 1852 года прикомандирован для занятий при особой Раввинской комиссии Министерства внутренних дел, при закрытии которой 9 декабря 1852 года стал чиновником департамента сельского хозяйства по счётному отделу.
Произведённый в 1856 году в коллежские асессоры, Розен был назначен в особый Комитет под председательством Государственного контролёра генерала Анненкова и с 16 февраля был чиновником особых поручений VIII класса при Государственном контроле, где вскоре назначен старшим контролёром департамента военной отчетности; дополнительно, с 1857 года на него было возложено ещё и проведение ревизий счётной части хозяйственных департаментов Морского министерства: Комиссариатского и Строительного за 1854 и 1855 годы. За эти труды Розен 18 сентября 1857 года был назначен исправляющим должность обер-контролёра Департамента военной отчётности и 26 апреля 1859 года утверждён в должности.
Произведённый, 19 ноября 1860 года, за отличие, в коллежские советники, Розен был назначен исправляющим должность помощника управляющего учреждённой при Морском министерстве временной контрольной экспедицией и в 1861 году был командирован в Николаев для разбора и классификации нерешенных дел Черноморского ведомства за время до 1860 года, для составления соображений о скорейшем и успешнейшем решении дел и для содействия портовым учреждениям в скорейшем удовлетворении ревизионным требованиям контрольной экспедиции. В сентябре 1861 года он был назначен членом особой Комиссии при Государственном контроле для обсуждения составленных им предположений о мерах к решению упомянутых дел Черноморского ведомства и составления им описи с подробным их разбором.
С 5 марта 1862 года он был назначен помощником управляющего учреждённой при Морском министерстве временной контрольной экспедиции и затем был назначен в Комиссию для изыскания мер к упрощению отчётности Морского ведомства; 5 июня 1862 года, за особые труды, был произведён в статские советники и 23 июня того же года назначен управляющим экспедицией для ревизии материальной отчетности Морского ведомства; 15 августа 1862 года Розен был окончательно переведён на службу в Морское ведомство и назначен сперва управляющим Экспедицией для ревизии материальной отчётности Морского ведомства, а затем, в сентябре того же года, — управляющим временной Комиссией в Николаеве для разбора и решения старых дел и счетов Черноморского ведомства; 30 августа 1864 года был произведён в действительные статские советники, 25 октября 1865 года награждён орденом Св. Владимира 3-й степени и ему было поручено образовать все дела и счёты Комиссариатского департамента Морского ведомства.
Дважды, в 1868 и 1869 годах командировался за границу, для сбора сведений по законодательству главнейших морских держав Европы, необходимых при составлении наказов центральным и портовым управлениям, а также подробных инструкций для всех частей судового хозяйства. После возвращения принимал участие в рассмотрении проекта материальной отчётности и счетоводства, составленного Государственным контролёром Татариновым, а затем был назначен в Комиссию для рассмотрения вопросов, возникавших при составлении Сборника постановлений для всех военных судов.
В 1870 году, 17 апреля, был награждён орденом Св. Анны 1-й степени и назначен заведующим кодификационными работами Морского ведомства, начатыми ещё вскоре после составления графом Сперанским «Свода Законов гражданских» 1833 года. К 1876 году, когда Розен был произведён в тайные советники, были составлены: хронологический указатель всех морских или объявленных по Морскому ведомству, в числе 11000, постановлений разного рода и наименования, изданных с 1700 г. по 1875 г., и кроме того систематический сборник их; началось составление «Свода морских постановлений» по различным предметам морского законодательства.
При упразднении в 1886 году Управления кодификационными работами Розен был назначен состоящим по Морскому министерству и 1 ноября вышел в отставку.
С 21 января 1883 года был женат на дочери подпоручика Елизавете Матвеевне Сеземовой. Незадолго до смерти, 27 января 1887 года его женой стала француженка Петтолетти. Скончался В. В. Розен 13 (25) февраля 1887 года в г. По, во Франции.